# Barklya syringifolia
Barklya syringifolia je rostlina z čeledi bobovité a jediný druh rodu Barklya. Je to stálezelený strom se sytě zelenými jednoduchými listy a žlutooranžovými květy v bohatých květenstvích. Vyskytuje se při pobřeží východní Austrálie. V některých oblastech světa je pěstován jako okrasná dřevina.

## Popis
Barklya syringifolia je stálezelený strom dorůstající výšek 7 až 20 metrů. Listy jsou jednoduché (jednolisté), srdčité, dlouze řapíkaté, tmavě zelené. Na vrcholu řapíku je pulvinus. Palisty jsou drobné, oválné, opadavé. Květy zatuchle voní, jsou drobné, žlutooranžové, krátce stopkaté, uspořádané v hustých vrcholových hroznech skládajících až 20 cm dlouhé laty, řidčeji úžlabní. Kalich je zvonkovitý, zakončený krátkými tupými laloky. Korunní lístky jsou volné, podobného tvaru a velikosti, na bázi dlouze nehetnaté. Pavéza je širší než ostatní korunní lístky. Tyčinek je 10, jsou volné a delší než koruna. Semeník je stopkatý, s několika vajíčky a krátkou čnělkou nesoucí drobnou vrcholovou bliznu. Plody jsou podlouhle kopinaté, stopkaté, ploché lusky, nepukavé nebo jen slabě pukající tenkostěnnými chlopněmi. Obsahují 1 až 2 plochá semena.

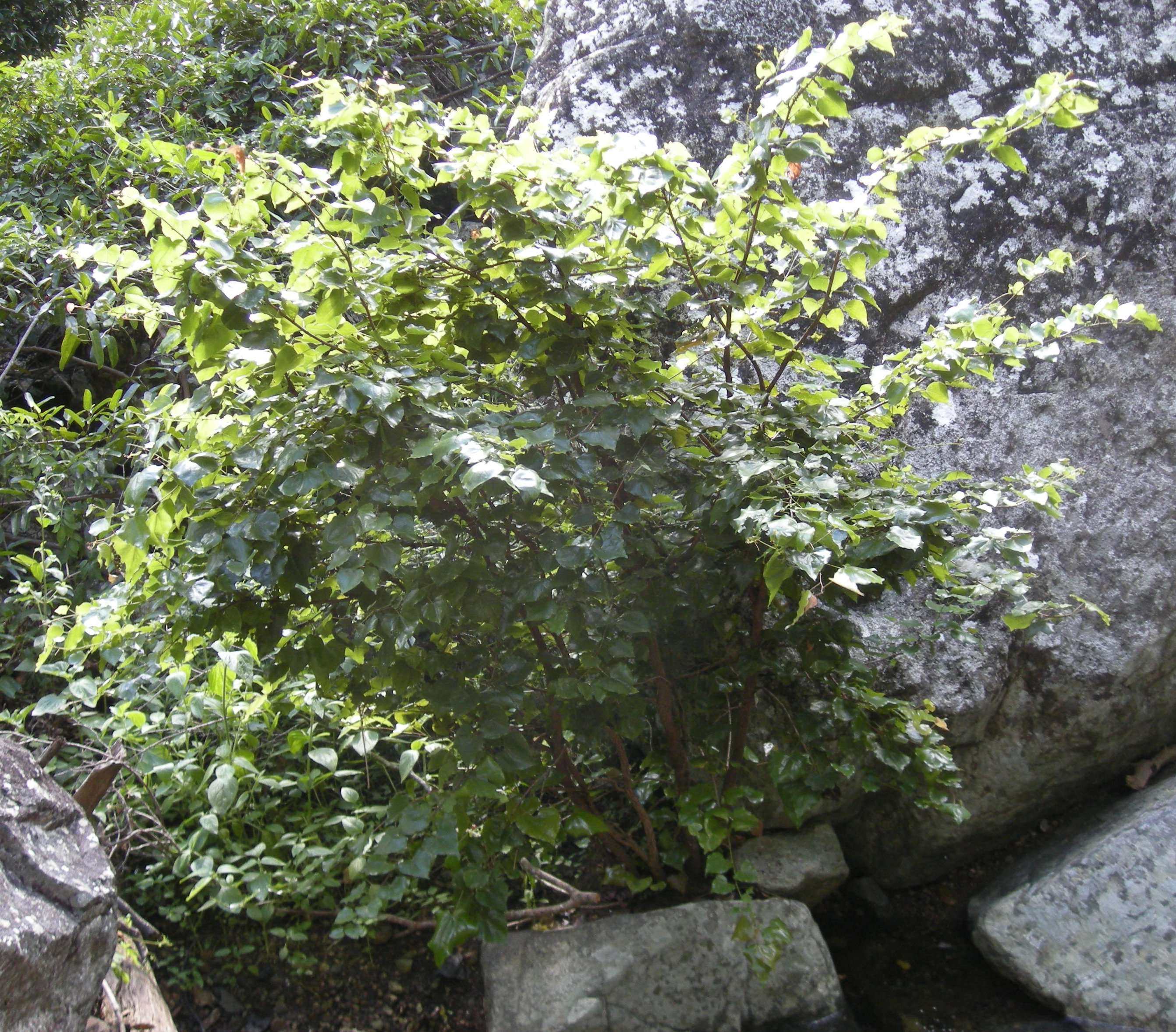
Habitus rostliny
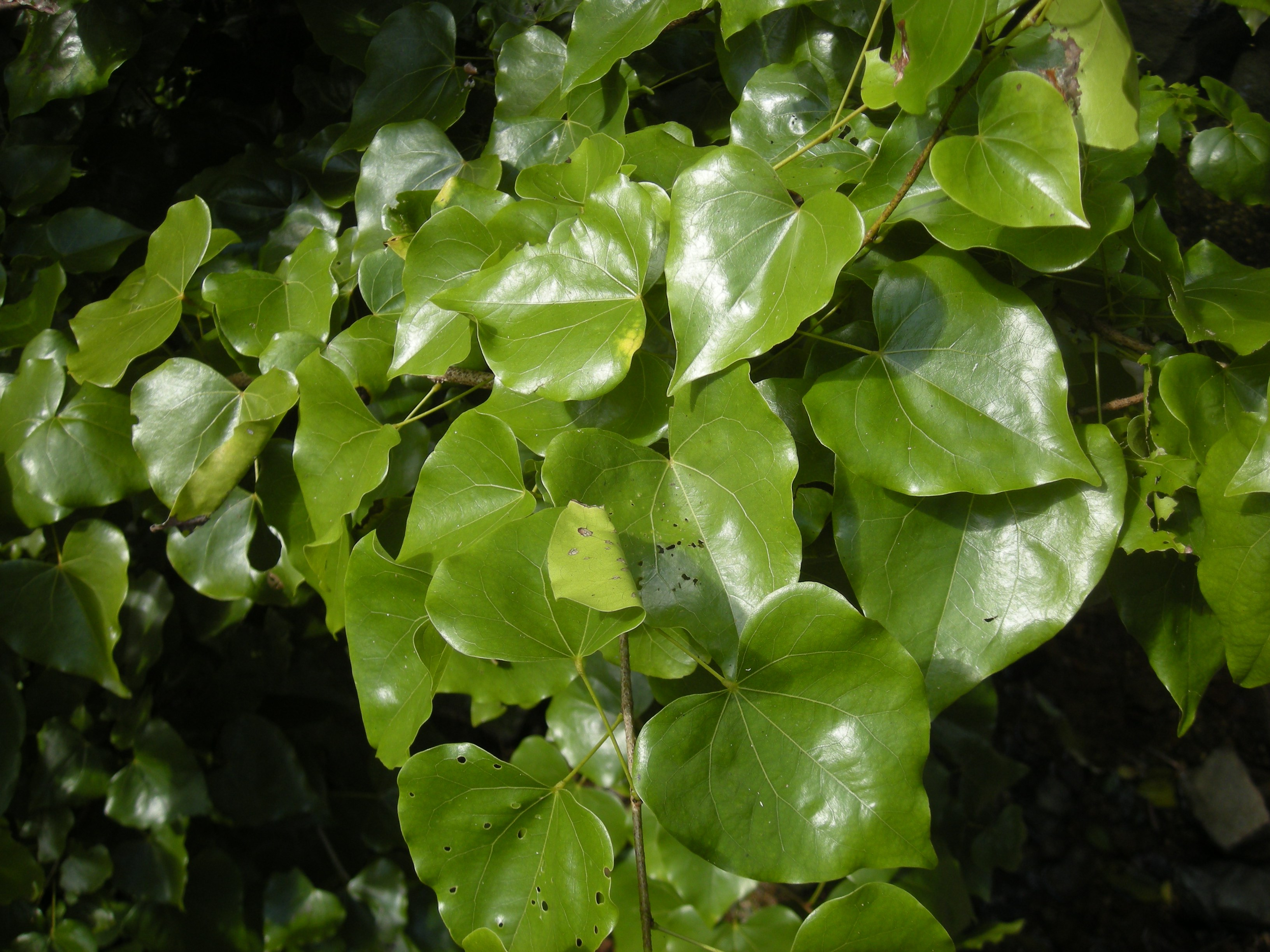
Detail listů
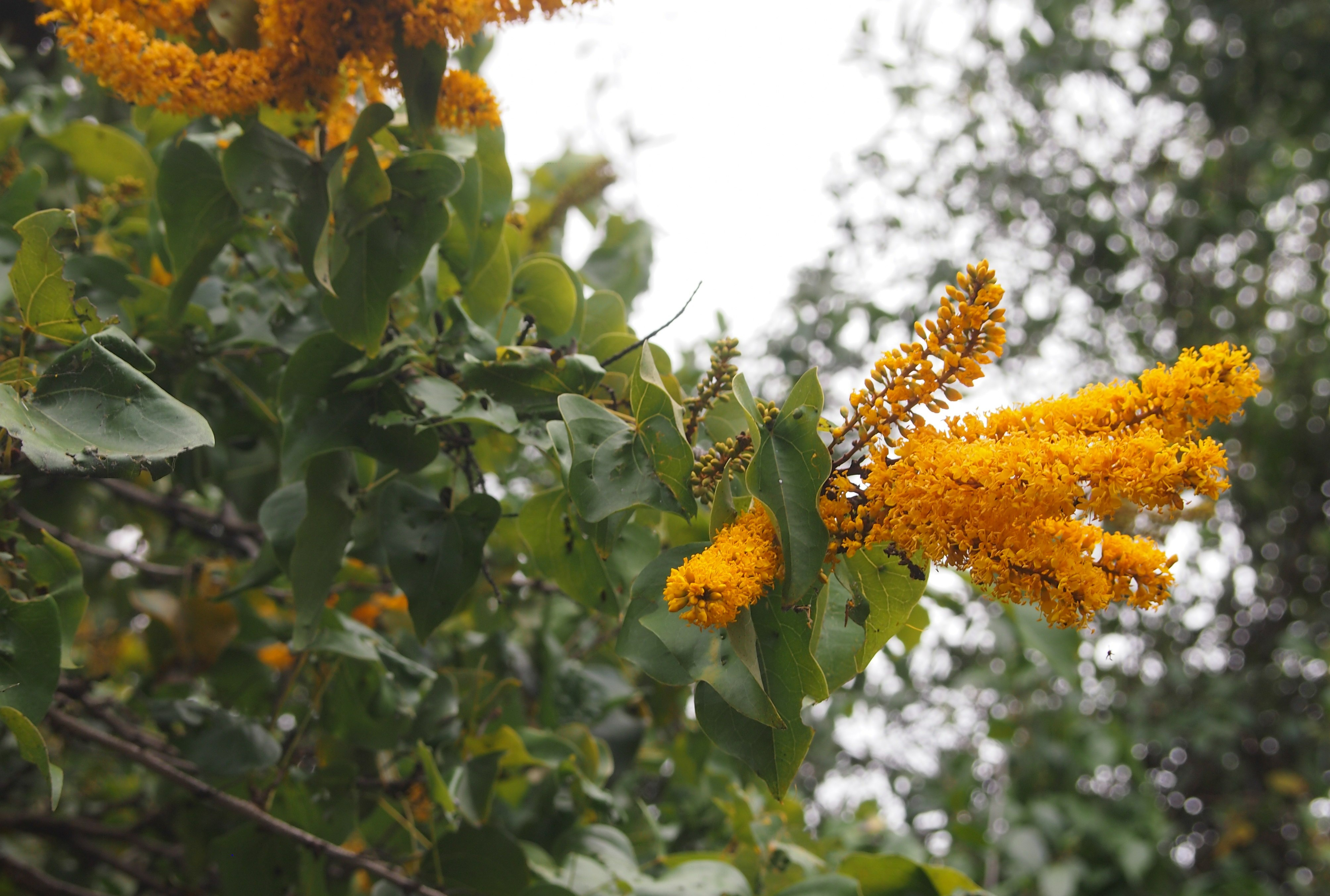
Kvetoucí větévka

## Rozšíření
Tento druh je rozšířen pouze v Austrálii. Vyskytuje se v tropických a subtropických oblastech při východním a severním pobřeží Queenslandu. Roste jako součást suššího deštného lesa, keřovité vegetace a podél řek na pískovcových, grandioritových nebo čedičových podkladech.

## Taxonomie
Rod Barklya je v současné taxonomii bobovitých řazen do podčeledi Cercidoideae. Nejblíže příbuznými skupinami jsou dle výsledků molekulárních analýz rod Schnella a některé rody oddělené od rodu Bauhinia (Gigasiphon, Lysiphyllum, Phanera a Tylosema).

## Význam
Barklya syringifolia je krásně kvetoucí strom, pěstovaný v Austrálii i mimo ni (např. na Floridě či v Kalifornii) jako okrasná dřevina. V kultuře má spíše keřovitý vzrůst a dorůstá do výšek okolo 8 metrů.